# Железнодорожный транспорт в Бутане
По состоянию на 2016 год Бутан не имеет железных дорог.

## Соединение Бутана с Индией
Бутан и Индия подписали Меморандум о взаимопонимании для соединения Бутана с индийской сетью железных дорог. Дальнейший прогресс был зарегистрирован в марте 2006 года.

25 января 2005 года Король Бутана и Премьер-министр Индии Манмохан Сингх договорились провести технико-экономическое обоснование железнодорожного сообщения. Возможными маршрутами были: 
- Хашимара-Пхунчолинг с ответвлением на Пасаку (18 км);
- Кокраджхар-Гелепху (70 км);
- Патсала-Наглам (40 км);
- Рангла-Дарранга-Самдрупьонкар (60 км); и
- Банархат-Самце.

В декабре 2009 король Бутана утвердил план строительства железнодорожной ветки длиной 16 км между Хашимарой (Западная Бенгалия) и Торибари в Бутане, строительство дороги инвестируют индийские фонды.